# پرچم تنریفه
پرچم تنریفه از صلیبی مورب (یا صلیب بورگوندی) به‌رنگ سفید بر روی زمینه‌ای سرمه‌ای تشکیل شده است. بازوهای صلیب تقریباً یک پنجم عرض پرچم هستند و رنگ سفیدشان نمادی از برف‌هایی است که در زمستان کوه آتشفشان تیده  را می‌پوشانند. رنگ آبی سرمه‌ای نیز نشانگر دریاست.
این پرچم نخست در سال ۱۸۴۵ بنا به فرمانی سلطنتی به نشانهٔ پرچم استان بحری جزایر قناری انتخاب گردید و پس از آن طی فرمان دیگری در ۹ مهٔ ۱۹۸۹ به‌عنوان پرچم تنریفه پذیرفته شد.

## دیگر پرچم‌ها با خاستگاه یکسان
- پرچم استان سانتا کروس ده تنریفه همین پرچم است با این تفاوت که نشان رسمی استان نیز در میان آن دیده می‌شود.
- پرچم باشگاه فوتبال تنریف از همین پرچم همراه با نشان رسمی در میان آن تشکیل شده است.
- رنگ‌های سفید و آبی در پرچم جزایر قناری  نیز برگرفته از این پرچم بوده و نشانگر تنریفه و استان سانتا کروس ده تنریفه است.

## پرچم‌های مشابه
پرچم تنریفه از نظر طرح به پرچم اسکاتلند شباهت دارد و تنها تفاوتشان در رنگ آبی زمینهٔ آنهاست که در پرچم اسکاتلند از آبی لاجوردی به‌جای سرمه‌ای استفاده شده است.

پرچم اسکاتلند